# Westerwolde (regione geografica)
Il Westerwolde è una regione geografica e localizzata nella parte più orientale della provincia dei Paesi Bassi di Groninga e si trova al confine con la Germania .
Fino al XIV secolo il Westerwolde era un'area di piccoli villaggi sparsi circondati dalle paludi di Bourtange. Successivamente e fino alla fine del XVI secolo è stata una Signoria del Sacro Romano Impero. Entrata a far parte della Repubblica delle Sette Province Unite come territorio delle generalità fu integrata, insieme al villaggio di Wedde, nel 1619 nella Stad en Lande, la provincia con capoluogo Groninga.